# オランダ系アメリカ人
オランダ系アメリカ人（オランダけいアメリカじん、英: Dutch Americans、オランダ語: Nederlandse Amerikanen）は、オランダ人またはフラマン人（遠い過去においてはネーデルラント、1830年のネーデルラント連合王国解体以降はオランダ出身の人物）を祖先に持つアメリカ人のこと。アメリカにおけるオランダの入植地は1613年のニューアムステルダムにはじまるが、1667年のブレダの和約でスリナムと交換にイギリス領となり、地名もニューヨークと改称された。イギリスはかつてのニューネーデルラント植民地を分割し、それが今日のニューヨーク州とニュージャージー州となった。19世紀と20世紀には、さらなるオランダ系の移民ラッシュがあった。
アメリカ合衆国国勢調査局の2021年の推計によると、自らをオランダ系を認識しているアメリカ人は88万4857人で、このうち11万3634人が外国生まれ（このうち61.5%がヨーロッパ諸国）であった。これに混血を含めると、オランダ系アメリカ人の総数は310万人に達する。2009年から2013年の調査によると、自宅でオランダ語を話す5歳以上のアメリカ人は14万1580人であった。2021年時点では、自宅でも英語しか話さないオランダ系アメリカ人が全体の95.3%におよぶ。
オランダ系アメリカ人の政治家としては、マーティン・ヴァン・ビューレン、ウォーレン・ハーディング、フランクリン・D・ローズヴェルトの3人の大統領のほか、フィリップ・スカイラー、ニコラス・ヴァン・ダイク、ハミルトン・フィッシュ、ジョン・C・テン・エイク、ダニエル・W・ヴォーヒーズ、アーサー・ヴァンデンバーグ、ピーター・G・ヴァン・ウィンクル、アラン・シンプソン、フレッド・トンプソン、ジョン・ホーヴェン、クリス・ヴァン・ホレンといった連邦上院議員がいる。建国の父のエグバート・ベンソンとジョン・ジェイもオランダ系である。州知事ではコロラド州のジョン・ヒッケンルーパー、ニュージャージー州のハロルド・G・ホフマンとトーマス・ケイン、ロードアイランド州のウィリアム・ヘンリー・ヴァンダービルト3世、サウスカロライナ州のジョージ・ベル・ティンマーマン・ジュニア、バーモント州のコーネリアス・P・ヴァン・ネスなどの名が挙げられる。
かつてペンシルベニア植民地に入植したペンシルベニア・ダッチと呼ばれる人々は、実際には主にドイツ系でありオランダ系アメリカ人には含まれない。